# Corde (aérodynamique)
Pour les articles homonymes, voir corde, CMA et MAC.

Représentation des différentes cordes d'une aile.

En aérodynamique, la corde est la ligne imaginaire entre le bord d'attaque et le bord de fuite d'un profil. 
La corde moyenne aérodynamique (CMA) est la corde d'une aile rectangulaire équivalente en surface, en portance et en moments aérodynamiques à l'aile réelle. Elle se situe géométriquement entre le tiers (aile triangulaire) et la moitié (aile rectangulaire) de la demi-envergure.  
La CMA tient compte de la partie du fuselage placée dans le prolongement de l'aile et prise en compte dans le calcul de la surface portante. 
Elle ne doit pas être confondue avec la corde moyenne géométrique (CMG), qui est le rapport de la surface portante S de l'aile sur son envergure E. 

## Calcul
En notant c la corde emplanture ("Root Chord" sur la figure ci-dessus), c' la corde extrémité ou "corde de saumon" ("Tip Chord") et eff = c' / c l'effilement, on a : 
{\displaystyle {\mbox{CMA}}={\frac {2}{3}}c\times {\frac {1+\mathrm {eff} +\mathrm {eff} ^{2}}{1+\mathrm {eff} }}={\frac {2}{3}}\times {\frac {c^{2}+cc'+c'^{2}}{c+c'}}}